# Cosmorhoe obscura
Cosmorhoe obscura är en fjärilsart som beskrevs av Barend J. Lempke 1950. Cosmorhoe obscura ingår i släktet Cosmorhoe och familjen mätare. Inga underarter finns listade i Catalogue of Life.